# Prinzpod

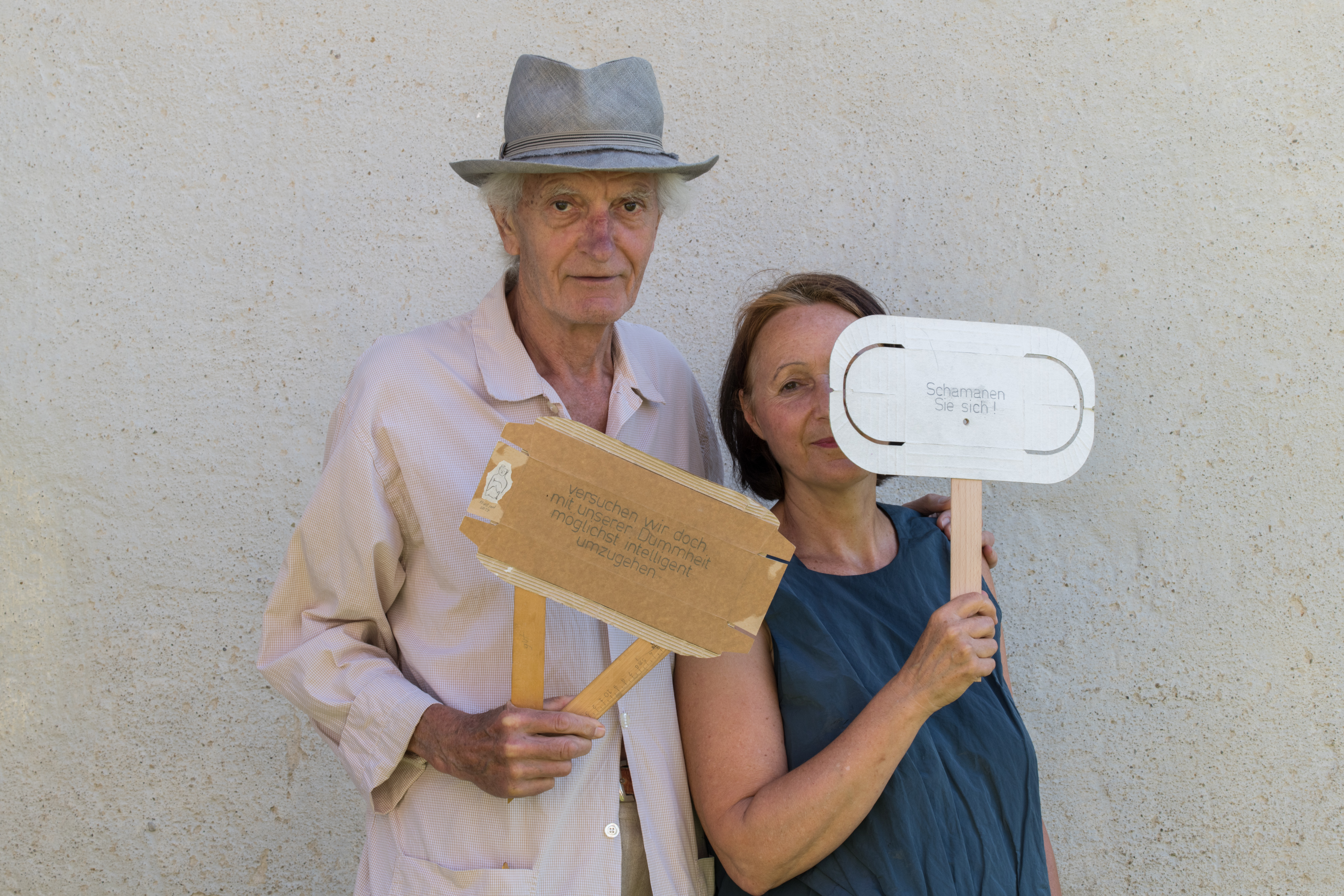
PRINZpod – Brigitte Prinzgau und Wolfgang Podgorschek (2021)

Prinzpod (Eigenschreibweise PRINZpod, früher PRINZGAU/podgorschek) ist das österreichische Künstlerduo Brigitte Prinzgau (* 1955 in Linz) und Wolfgang Podgorschek (* 1943 in Domžale, Slowenien).

## Leben und Werk
Brigitte Prinzgau und Wolfgang Podgorschek studierten an der Technischen Universität Wien und der Technischen Universität Graz sowie an der Akademie der bildenden Künste Wien und diplomierten 1980. Als Team arbeiten sie seit 1984 in den Bereichen experimentelle Kunst, Film, Architektur und Kunst im öffentlichen Raum. Durch den interdisziplinären, experimentellen Zugang sind die Ausdrucksformen in ihrem Werk äußerst vielfältig. Medien wie Fotografie, Zeichnung, Collage vor allem in der Auseinandersetzung mit Alltagskultur, Modelle sowie Film sind ineinander verwoben.
Studienaufenthalte und Stipendien führten sie wiederholt nach Chicago „The School of the Art Institute“, Kanada, Japan, China und 2007 an die Cité Internationale des Arts Paris.
2011 wurden PRINZpod mit dem Preis der Stadt Wien für Bildende Kunst ausgezeichnet und 2021 erhielten sie den Kulturpreis des Landes Oberösterreich für ihre künstlerische Arbeit.
PRINZpod leben und arbeiten in Wien.

## Lehr- und Kuratorentätigkeit
PRINZpod unterrichteten als Gastprofessoren u. a. an der Universität für angewandte Kunst Wien und der Akademie der bildenden Künste Wien, an der Kunstuniversität Linz, an der École nationale supérieure de paysage de Versailles, an der International Design School und der Georgian Technical University in Tiflis, Georgien und an der Cheng-Kung-Nationaluniversität Tainan in Taiwan. Weiters hielten sie zahlreiche Vorträge über Architektur und Kunst, zum Beispiel beim Forum Alpbach, an der Technischen Universität Wien, am Berlage Institut in Amsterdam, am IAPL in Helsinki, dem KBB in Barcelona, dem Boston Architectural College und in China an den Universitäten von Peking, Qiquihar, Chengdu und Shanghai.
1983 waren PRINZpod an der Gründung der Künstlergruppe REM beteiligt und leiteten diese zwei Jahre lang. Von 2000 bis 2009 organisierten sie Bustouren zu Kunstprojekten im öffentlichen Raum. Sie konzipierten Ausstellungen, vorrangig in Österreich, aber auch in Europa, Australien und China.

## Ausstellungen
PRINZpod sind auf nationalen und internationalen Ausstellungen vertreten, unter anderem im Designforum Wien, im Künstlerhaus Graz, in der Southwest Jiao Tong University, Chengdu, im Galaxy Museum und Organhaus in Chongqing in der Volksrepublik China, bei der Thessaloniki Biennale in Griechenland sowie EHF in Venedig. Anlässlich ihrer 20-jährigen Zusammenarbeit zeigte das Paar 2004 seine Werkschau Fadenbrand im Offenen Kulturhaus Oberösterreich in Linz. 2015 präsentierten Brigitte Prinzgau und Wolfgang Podgorschek einen Überblick über ihre Arbeiten in der Ausstellung PRINZGAU/podgorschek, Ganz Ohne TiTel in der Fotogalerie Wien, im WUK, Wien sowie 2021 Architektur am Spieß, und Ganz ohne Titel – Werküberblick, in der Galerie rauminhalt, Harald Bichler, in Wien. Aufgrund der fast 40-jährigen Zusammenarbeit von Brigitte Prinzgau und Wolfgang Podgorschek wurde 2023 eine Auswahl ihrer Werke in der Galerie Umelka in Bratislava gezeigt. 2025 nimmt Brigitte Prinzgau an der von Julie Hayward kuratierten Ausstellung In erster Linie Skulptur im Kunsthaus Mürzzuschlag teil.
Ihre Werke befinden sich in privaten und öffentlichen Sammlungen, zum Beispiel in der Kunstsammlung des Landes Oberösterreich, der Artothek des Bundes, der Fotosammlung des Bundes, im Tiroler Landesmuseum Ferdinandeum. Im Centre Pompidou gibt es den Film die pedianten. Das Künstlerpaar schuf Kunstwerke im öffentlichen Raum, z. B. 1995 Entdeckung der Korridore, die Archäologie der Autobahn in Paasdorf bei Mistelbach oder 2017 das Mahnmal Aspangbahnhof, Wien.

## Arbeiten im öffentlichen Raum (Auswahl)

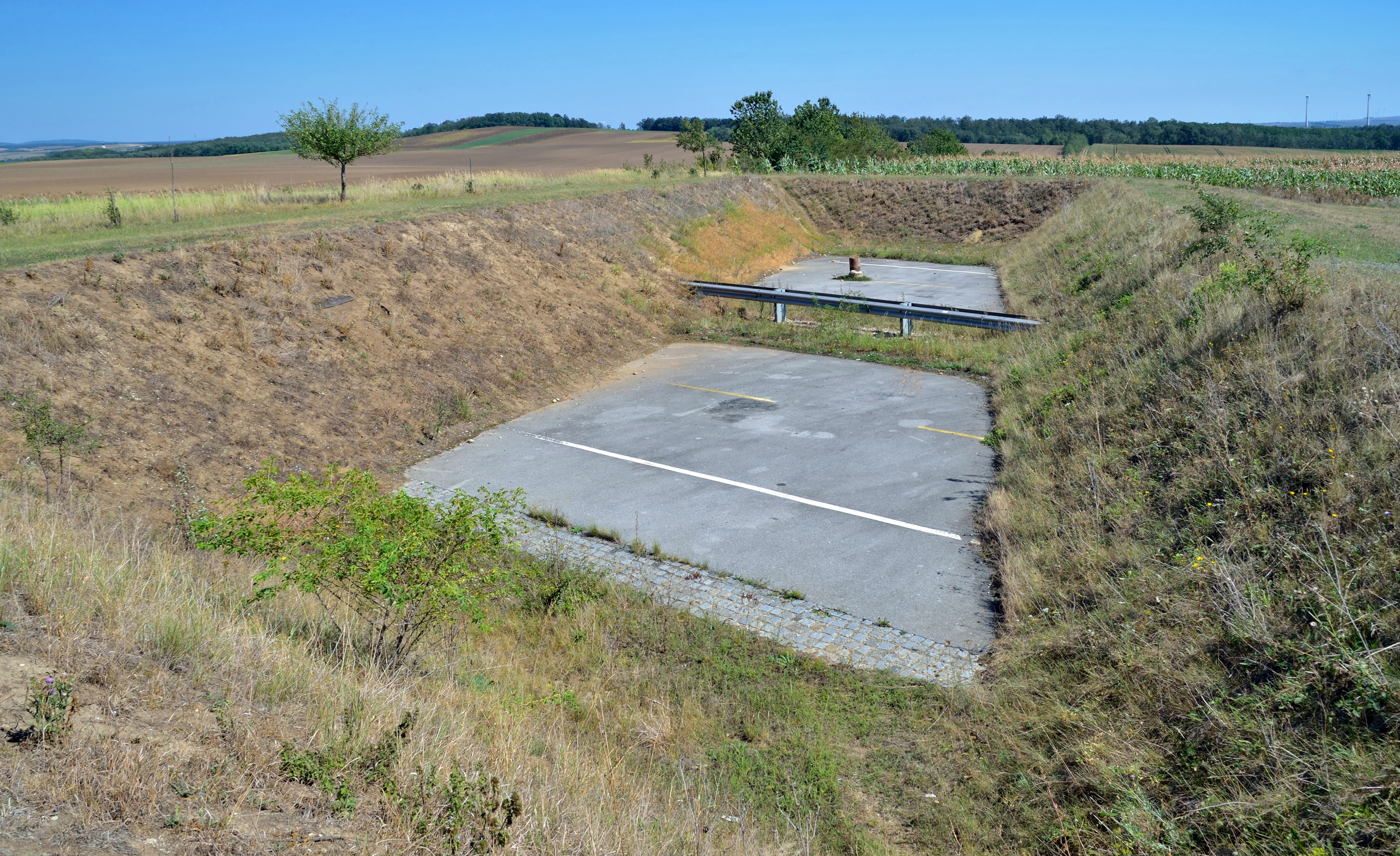
Entdeckung der Korridore, Kulturlandschaft Paasdorf

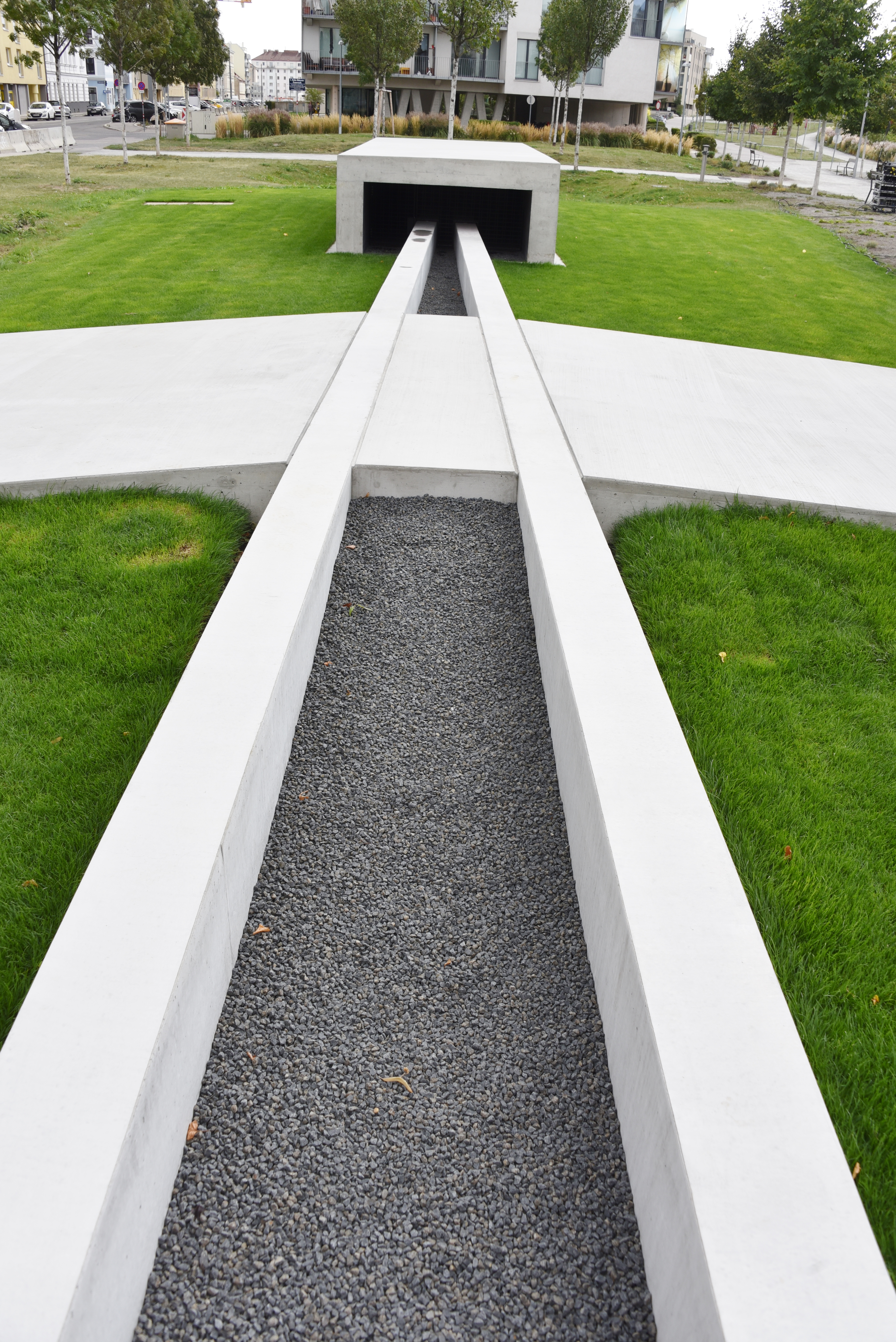
Mahnmal Aspangbahnhof

- 1995 Entdeckung der Korridore, die Archäologie der Autobahn, Paasdorf bei Mistelbach, Niederösterreich[12]
- 1995 Bambus Ellipse, Klinik Donaustadt, Wien
- 1997 Pavillon, Der Mensch ist ein Tier das spielt, Akademisches Gymnasium Graz, Steiermark
- 1998 Badener Perlen, Baden (Niederösterreich)[13]
- 1999 SOLL UND HABEN, Fujino, Japan
- 2010 Schwanenstille, Arcana, Regionale, St. Gallen (Steiermark)[14]
- 2011 Rohrgold, Steinbruch Lindabrunn, Niederösterreich
- 2012 eS, Sitzskulptur vor dem Stadtmuseum Nordico, Linz, Oberösterreich[15][16]
- 2013 Neugestaltung der Kirche Tragwein, Oberösterreich[17]
- 2017 Mahnmal Aspangbahnhof, Wien[18][19]
- 2022 Wandbild Margarete Schütte-Lihotzky, Wien[20]
- 2022 Allkonen, bei MAKROKOSMOS, sirene Operntheater, Wien Modern 35, Wien[21]

## Filmografie (Auswahl)
- 2004 Entdeckung der Korridore, Kurzdokumentation
- 2004 Paarläufer, O.K Medien, Musik Uli Scherer
- 2004 globe, O.K Medien, mit Giuseppe Oursi, Musik Bernd Preinfalk, (in Italienisch, Englisch und Deutsch)
- 2004 Wien 19, Kurzdokumentation zur Architektur von Renate Allmayer Beck
- 2004 made in dignity, Dokumentation, Frauensolidarität, Wien
- 2002 sneaking in, Donald Richie’s Life in Film, Dokumentation, Musik Kurzmann/Stangl
- 1999 Traum & Bewusstsein, Kinotrailer, im Auftrag von Brigitte Holzinger
- 1992 INOTEN, Kurzdokumentation, Musik Bruno Liberda
- 1989 die pedianten, Animationsfilm, Musik Heinrich Pichler, Grand Palais in Paris und Wettbewerb in Cannes

## Publikationen (Auswahl)
- 1990 der kunst konvert des konvex zum konkav, PRINZGAU/podgorschek, Ausstellungskatalog des Niederösterreichischen Landesmuseums, blau-gelbe Galerie in der Minoritenkirche Krems, Stein an der Donau
- 1992 lo(o)sgelöst magazin nr. 0 wien/vienna 92, PRINZGAU/podgorschek
- 1995 AutoBahn und Medien, PRINZGAU/podgorschek, Herausgeber Marc Ries, PVS Verleger
- 1996 Biss ins Wasser Hall 2.0, Ausstellungskatalog Kunsthalle Tirol, Herausgeber PRINZGAU/podgorschek, Roemer van Tooren
- 2004 made in dignity/fadenbrand, O.K Centrum für Gegenwartskunst, Herausgeber 9 und PRINZGAU/podgorschek, ISBN 3-85256-293-7
- 2008 weg mit dem Ziel, zur Biennale in Dieppe
- 2010 nel frattempo, Beitrag zur Biennale di Venezia
- 2013 Transit für Karl Aspern, Studienprojekt, die angewandte, ISBN 978-3-9503091-4-0
- 2014 Glücksbringer, KünstlerInnenbuch Birgit Schlarmann, ISBN 978-3-9503091-3-3
- 2015 Werkschau XX PRINZGAU/podgorschek – Ganz ohne Titel, Herausgeber Fotogalerie Wien, ISBN 978-3-902725-39-4
- 2018 der π Infekt, Herausgeber PRINZpod, Wien, ISBN 978-3-9503091-6-4
- 2018 Mahnmal Aspangbahnhof, Herausgeber Kunst im öffentlichen Raum GmbH, Wien, ISBN 978-3-200-05552-0

## Auszeichnungen
- 1991 European Conservation Award
- 1992 Österreichisches Staatsstipendium für bildende Kunst
- 2007 AMI-Award, 2. Preis
- 2011 Preis der Stadt Wien für Bildende Kunst
- 2021 Kulturpreis des Landes Oberösterreich, Linz[22]